# Didesmococcus koreanus
Didesmococcus koreanus är en insektsart som beskrevs av Borchsenius 1955. Didesmococcus koreanus ingår i släktet Didesmococcus och familjen skålsköldlöss. Inga underarter finns listade i Catalogue of Life.